# Komarov (månkrater)
För andra betydelser, se Komárov.
Komarov är en nedslagskrater på månens baksida. Komarov har fått sitt namn efter den sovjetiska kosmonauten Vladimir Komarov.